# 339 (szám)
A 339 (római számmal: CCCXXXIX) egy természetes szám, félprím, a 3 és a 113 szorzata.

## A szám a matematikában
A tízes számrendszerbeli 339-es a kettes számrendszerben 101010011, a nyolcas számrendszerben 523, a tizenhatos számrendszerben 153 alakban írható fel.
A 339 páratlan szám, összetett szám, azon belül félprím, kanonikus alakban a 31 · 1131 szorzattal, normálalakban a 3,39 · 102 szorzattal írható fel. Négy osztója van a természetes számok halmazán, ezek növekvő sorrendben: 1, 3, 113 és 339.
A 339 négyzete 114 921, köbe 38 958 219, négyzetgyöke 18,41195, köbgyöke 6,97268, reciproka 0,0029499. A 339 egység sugarú kör kerülete 2129,99982 egység, területe 361 034,96934 területegység; a 339 egység sugarú gömb térfogata 163 187 806,1 térfogategység.